# Король-боксёр
«Король-боксёр» (кит. 天下第一拳, англ. King Boxer, букв. Первый кулак в Поднебесной) — гонконгский фильм режиссёра Чон Чханхва, вышедший в 1972 году. Альтернативное название — «Пять пальцев смерти» (англ. 5 Fingers of Death). Первый азиатский фильм с боевыми искусствами, выпущенный в США.

## Сюжет
Многообещающий молодой ученик кунг-фу, Чжао Чжихао, провёл большую часть жизни, изучая кунг-фу у учителя Сун Уяна, и влюбился в его дочь, Ин-ин. После, учитель уже не в состоянии бороться с бандитами, и он посылает Чжихао учиться у другого учителя, Сунь Синьпэя. Уян просит учиться у Синьпэя, а потом победить местного преступного босса Мэн Дуншаня на предстоящем турнире, чтобы заслужить Ин-ин.
Чжихао встречает молодую певицу, Янь Цзюйхун, на дороге в город и спасает её от людей Дуншаня. Она влюбляется в спасителя, но тот с трудом отвечает ей отказом. Он приезжает в город и начинает обучение у Синьпэя. После избиения Чжихао главным учеником Синьпэя, Хань Луном, Чжихао стремительно улучшает свои навыки. Однажды, один из людей Дуншаня, Чэнь Лан, врывается в школу Синьпэя и избивает всех учеников школы. Приходит учитель и избивает Чэнь Лана в ответ, но получает тяжёлое ранение после нечестного приёма. Чжихао отслеживает Чэнь Лана и побеждает его. Когда Синьпэй узнаёт об этом, он начинает преподавать Чжихао его наиболее смертельную технику, Железную Ладонь.
Хань Лун выясняет, что Чжихао выбран в качестве преемника учителя Синьпэя и сильно расстраивается из-за этого. Он вступает в сговор с Дуншанем, чтобы Чжихао стал калекой. Лун заманивает Чжихао в лес, где три новоприбывших японских бойца Дуншаня устраивают засаду. Они одолевают Чжихао и ломают ему руки. Позже, они посещают школу его старого учителя и убивают его. Янь помогает Чжихао восстановиться и снова пытается добиться его, но он отказывает ей. Наконец, соученики находят Чжихао и стимулируют его восстановить боевой дух. Он начинает тренировку и вскоре достигает успеха. Прибывает Ин-ин, но утаивает известие о смерти отца. Чжихао успешно побеждает других учеников своей школы, чтобы стать её представителем на предстоящем турнире. Хань Лун возвращается к Дуншаню с новостями, но Мэн Тяньсюн, сын Дуншаня, ослепляет Луна и выкидывает его.
В день турнира Чэнь Лан из-за угрызений совести предупреждает Чжихао о трёх японских бойцах, готовящих засаду, на пути к арене. Чжихао дерётся с ними до тех пор, пока Чэнь Лан не берёт их на себя, чтобы Чжихао успел на турнир. Он едва не опаздывает на него и побеждает, побив своего соперника, Тяньсюна. В то время как Чжихао поздравляют с победой, Дуншань ножом убивает Синьпэя и уходит. Когда Дуншань приходит домой, то обнаруживает, что в его комнате нет света. В темноте появляется Хань Лун и, слушая слова Цзюйхун, дерётся с Дуншанем и его сыном. Хань Лун ослепляет Тяньсюна, который затем по ошибке умирает от рук отца. Дуншань вырывается из комнаты и зовёт своих людей, которые расправляются с Хань Луном и Янь Цзюйхун.
Чжихао приходит в дом Дуншаня, чтобы драться с ним, но Дуншань совершает самоубийство на глазах у Чжихао. Во время ухода Чжихао сталкивается с главным японским бойцом, который приносит голову Чэнь Лана. Развязывается драка. Чжихао использует свою Железную Ладонь, нанося несколько ударов, от которых японец врезается в кирпичную стену. Соперник погибает, Чжихао с Ин-ин уходит.

## В ролях
| Актёр         | Роль                   |
| ------------- | ---------------------- |
| Ло Ле         | Чжао Чжихао            |
| Вон Пин       | Сун Ин-ин              |
| Чжао Сюн      | Окада                  |
| Ван Цзиньфэн  | Янь Цзюйхун            |
| Тун Линь      | Мэн Тяньсюн            |
| Тянь Фэн      | учитель Мэн Дуншань    |
| Джеймс Нам    | Хань Лун               |
| Фан Мянь      | учитель Сунь Синьпэй   |
| Чжань Сэнь    | Вань Хунцзе            |
| Боло Йен      | Ба Тоэр                |
| Гу Вэньцзун   | учитель Сун Уян        |
| Ю Лун         | Ту Вэй                 |
| Сомено Юкио   | Осима Сотаро           |
| Ён Чаклам     | старший ученик Синьпэя |
| Ким Ги Джу    | Чэнь Лан               |
| Чэнь Фэнчжэнь | Люй Дамин              |
| Хон Сон Джун  | слуга Синьпэя          |

## Съёмочная группа
- Компания: Shaw Brothers
- Продюсер: Шао Жэньлэн
- Режиссёр: Чон Чхан Хва[кор.]
- Ассистент режиссёра: Чён Кинпо, Шэнь Вэйцзюнь
- Постановка боевых сцен: Лау Кавин[англ.], Чань Чхюнь
- Художник: Чань Кэйёй
- Монтажёр: Цзян Синлун, Фань Кунвин
- Грим: Фан Юань
- Оператор: Вон Винлун
- Композитор: Фрэнки Чань[кит.], У Дацзян[кит.]

## Восприятие
На сайте Rotten Tomatoes фильм имеет средний рейтинг в 80 % на основании 5 рецензий и оценку 6,8 балла из 10.